# 데이비드 헤디슨
데이비드 헤디슨(David Hedison, 1927년 5월 20일 ~ 2019년 7월 18일)은 미국의 배우이다.

## 출연 작품
- Megiddo: The Omega Code 2 (2001)
- 마하 2 (2001)
- 퍼지티브 마인드 (1999)
- 성전풍운 (1990)
- 007 살인면허 (1989)
- 벗겨진 가면 (1986)
- 도박사 2 (1983)
- 스턴트맨 (1981)
- 노스 씨 하이잭 (1979)
- 007 죽느냐 사느냐 (1973)
- 최고의 이야기 (1965)
- 해저 여행 (1964)
- 마린 레츠고 (1961)
- 잃어버린 세계 (1960)
- 플라이 (1958)
- 상과 하 (1957)

### 텔레비전
- 사랑의 화원 (1976)
- 달리는 사이먼 (1981)
- 호텔 - 시리즈 (1983)
- 전격 Z작전 (1982)
- 다이너스티 (1981)
- 더 영 앤 더 레스트리스 (1973)
- 꿈꾸는 낙원 (1978)
- 사랑의 유람선 (1977)
- FBI(영어판) (1965)
- 미녀 삼총사 - TV 시리즈 (1976)